# Jacques-Amand Eudes-Deslongchamps
Jacques-Amand Eudes-Deslongchamps, né à Caen le 17 janvier 1794 où il est mort le 18 janvier 1867, est un médecin, naturaliste et paléontologue français.

## Biographie

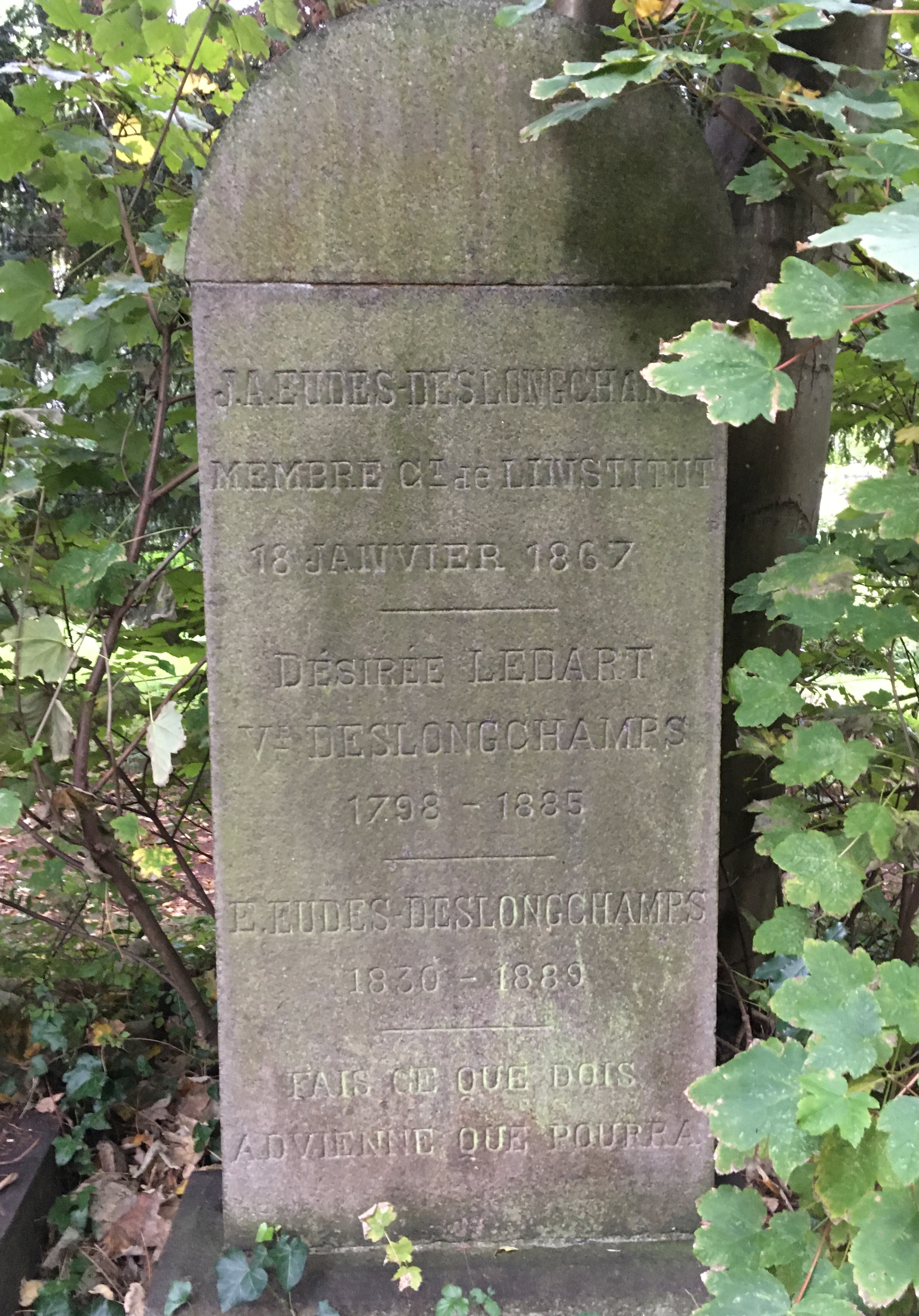
Sépulture de Jacques-Amand Eudes-Deslongchamps, Désirée Ledard et Eugène Eudes-Deslongchamps, à Caen.

Bien que pauvres, les parents de Jacques-Amand Eudes-Deslongchamps se battent pour lui assurer une bonne éducation. Après avoir étudié la médecine dans sa ville natale, il est nommé aide-chirurgien dans la marine en 1812 et, en 1815, chirurgien-chef auxiliaire à l’hôpital militaire de Caen. Monté à Paris pour obtenir son diplôme de docteur en chirurgie, la recherche et les leçons de Georges Cuvier (1769-1832) attirent son attention sur l’histoire naturelle et la paléontologie.
En 1822, il est élu chirurgien à l’hospice de Caen et, tout en continuant à exercer la médecine, il se livre à l’étude de la géologie qui l’amène à découvrir des fossiles de Teleosaurus dans une des carrières de Caen,,. Passionné de paléontologie, il est l’un des fondateurs du Muséum d'histoire naturelle de Caen dont il est le conservateur honorifique. Il est également l’un des fondateurs de la Société linnéenne de Normandie (1823) à laquelle il fournit des articles sur Teleosaurus, Poekilopleuron (Megalosaurus), sur les mollusques et le brachiopode jurassiques. Ses descriptions des ossements des mammifères quaternaires (mammouths, rhinocéros) le font surnommer « le Cuvier normand ».
En 1825, il devient professeur d'histoire naturelle ainsi que directeur du jardin des plantes de Caen, puis doyen (1847), de zoologie à la Faculté des sciences de Caen.
Il meurt en 1867, aveugle, en laissant le soin à son fils Eugène Eudes-Deslongchamps de poursuivre son œuvre.

## Abréviation en botanique
L'IPNI attribue une abréviation à « M. Eudes-Deslongchamps » ayant publié dans le domaine de la mycologie en 1824. Il s'agit de publications dans les Mémoires de la Société Linnéenne de Normandie. Aussi il ne fait aucun doute que ce Monsieur Eudes-Deslongchamps est Jacques-Amand Eudes-Deslongchamps.

## Liste partielle des publications
- Eudes-Deslongchamps est l'un des auteurs de l'Histoire naturelle des zoophytes, parue en 1824 dans l'Encyclopédie méthodique.
- 1838 : Mémoire sur le Poekilopleuron Bucklandi, grand saurien fossile intermédiaire entre les crocodiles et les lézards, découvert dans les carrières de la Maladrerie, près de Caen. Mém. Soc. Linn. Normandie, v. 6 : 36, pl. 2-8.
- 1853 : Note sur une nouvelle espèce de poisson du genre Aspidophore. Mém. Soc. Linn. Normandie, v. 9 : 167-173, pl. 10.

## Hommages
Après la Seconde Guerre mondiale, on donna à l'ancien chemin Levallois le nom de rue Deslongchamps, honorant à la fois Jacques-Amand et Eugène Eudes-Deslongchamps.